# Kolsass
Kolsass è un comune austriaco di 1 581 abitanti nel distretto di Innsbruck-Land, in Tirolo.